# Sarota willmotti
Sarota willmotti is een vlindersoort uit de familie van de prachtvlinders (Riodinidae), onderfamilie Riodininae.
Sarota willmotti werd in 1998 beschreven door Hall, J.